# (814) Таврида
(814) Таврида (лат. Tauris) — крупный так называемый «тёмный» астероид главного пояса. Обнаружен 2 января 1916 года русским астрономом Григорием Неуйминым в Симеизской обсерватории и назван в честь древнего названия полуострова Крым — Таврика.
- Орбита астероида Таврида и его положение в Солнечной системе